# Primarias del Partido Demócrata de 2008 en Pensilvania
La primaria presidencial demócrata de Pensilvania de 2008 se llevó a cabo el 22 de abril por el Departamento de Estado de Pensilvania, en la que los votantes eligieron al candidato del Partido Demócrata de su preferencia para las elecciones presidenciales de Estados Unidos de 2008. Los votantes también eligieron a los candidatos del Partido Demócrata de Pensilvania para varios cargos estatales y locales. Los candidatos seleccionados fueron colocados en la boleta electoral de las Elecciones Generales de 2008 el 4 de noviembre. La primaria demócrata fue parte de una Primaria General que también incluyó la primaria presidencial republicana de Pensilvania de 2008.
Las primarias demócratas estuvieron abiertas solo a demócratas registrados. Las urnas abrieron a las 7 a. m. y cerraron a las 8 p. m. Los senadores Barack Obama y Hillary Clinton fueron los únicos candidatos en la boleta electoral para presidente de los Estados Unidos. Se consideró que las primarias eran de "victoria obligada" para Clinton, que derrotó a Obama, pero por un margen menor de lo esperado.

## Resultados
Fecha de primaria: 22 de abril de 2008
Delegados nacionales determinados:158
| Primarias presidenciales demócratas de Pensilvania de 2008 Resultados Oficiales | Primarias presidenciales demócratas de Pensilvania de 2008 Resultados Oficiales | Primarias presidenciales demócratas de Pensilvania de 2008 Resultados Oficiales | Primarias presidenciales demócratas de Pensilvania de 2008 Resultados Oficiales |
| Candidato                                                                       | Votos                                                                           | Porcentajes                                                                     | Estimado nacional de delegados                                                  |
| ------------------------------------------------------------------------------- | ------------------------------------------------------------------------------- | ------------------------------------------------------------------------------- | ------------------------------------------------------------------------------- |
| Hillary Clinton                                                                 | 1,273,764                                                                       | 54.59%                                                                          | 85                                                                              |
| Barack Obama                                                                    | 1,059,698                                                                       | 45.41%                                                                          | 73                                                                              |
| Totals                                                                          | 2,333,462                                                                       | 100.0%                                                                          | 158                                                                             |

Al final, Hillary Clinton ganó la primaria con 9.28 puntos porcentuales, un margen más grande de lo que se había previsto en las encuestas anteriores, pero un número más pequeño que las encuestas realizadas en enero y febrero. A pesar de su victoria, ella ganó solamente nueve delegados más que su contrincante Obama. En particular, los delegados no se decidieron por ella, después de su victoria; los clintonianos estuvieron tratando de asegurar el apoyo del congresista Jason Altmire pero él se mantuvo indeciso después de que ella ganase su distrito por 31 puntos porcentuales durante la primaria.